# یونجه‌لی (شاوشات)
یونجه‌لی (به ترکی استانبولی: Yoncalı) یک منطقهٔ مسکونی در ترکیه است که در شاوشات واقع شده‌است. یونجه‌لی ۲۱۶ نفر جمعیت دارد.